# Thundorf
Thundorf är en ort och kommun i distriktet Frauenfeld i kantonen Thurgau, Schweiz. Kommunen har 1 678 invånare (2023).
I kommunen finns även byn Lustdorf.